# Kutschin Peak
Kutschin Peak är en bergstopp i Antarktis. Den ligger i den centrala delen av kontinenten. Nya Zeeland gör anspråk på området. Toppen på Kutschin Peak är 2 360 meter över havet, eller 412 meter över den omgivande terrängen. Bredden vid basen är 2,9 km.
Terrängen runt Kutschin Peak är varierad, och sluttar brant västerut. Trakten är obefolkad. Det finns inga samhällen i närheten.